# H (álbum)
H es el título de la primera compilación de grandes éxitos de la cantante japonesa hitomi, lanzado al mercado el 24 de febrero del año 1999.

## Información
Este es el álbum que redacta completamente la primera etapa de "Muñeca Pop" de hitomi, y cierra este capítulo en la carrera de la artista, así como también su evolución en voz, así como también de estilo. Todos los temas fueron creaciones de la familia Komuro y producciones de Tetsuya Komuro, a excepción de los dos últimos temas. Los sencillos están en un aparente desorden sin razón alguna, ya que no están ordenados de forma cronológica como podría esperarse.

## Canciones
1. «CANDY GIRL»
2. «WE ARE “LONELY GIRL”»
3. «PRETTY EYES»
4. «Sexy»
5. «In the future»
6. «Progress»
7. «by myself»
8. «Let's Play Winter»
9. «GO TO THE TOP»
10. «Sora (空?)»
11. «problem»
12. «BUSY NOW»
13. «Flowers for Life»
14. «Someday»